# Robert Mundell
Robert Alexander Mundell (n. 24 octombrie 1932, Kingston⁠(d), Ontario, Canada – d. 4 aprilie 2021, Monteriggioni, Toscana, Italia) a fost un economist canadian, laureat al Premiului Nobel pentru Economie (1999).